# إجيريا

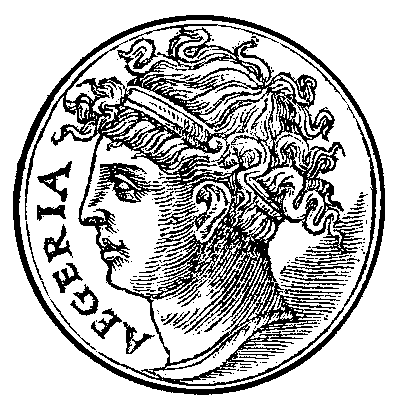
رسم تخيلي لإجيريا يعود إلى القرن السادس عشر

إجيريا (باللاتينية: Ēgeria) في الأساطير الرومانية هي حورية كان لها دور محوري في حياة الملك نوما بومبيليوس، ثاني أباطرة روما.
يعتقد أنها كانت تعيش في أريكتشيا، وكان هناك أيضاً مناظر ذكوري له اسمه Manius Egerius.